# Själdret (Näskotts socken, Jämtland)
Själdret är en sjö i Krokoms kommun i Jämtland och ingår i Indalsälvens huvudavrinningsområde. Sjön har en area på 0,223 kvadratkilometer och ligger 302 meter över havet. Sjön avvattnas av vattendraget Ytterån (Ålfloån).

## Delavrinningsområde
Själdret ingår i det delavrinningsområde (702690-142120) som SMHI kallar för Utloppet av Själdret. Medelhöjden är 329 meter över havet och ytan är 6,02 kvadratkilometer. Räknas de 69 avrinningsområdena uppströms in blir den ackumulerade arean 755,7 kvadratkilometer. Ytterån (Ålfloån) som avvattnar avrinningsområdet har biflödesordning 2, vilket innebär att vattnet flödar genom totalt 2 vattendrag innan det når havet efter 261 kilometer. Avrinningsområdet består mestadels av skog (73 procent). Avrinningsområdet har 0,21 kvadratkilometer vattenytor vilket ger det en sjöprocent på 3,5 procent. Bebyggelsen i området täcker en yta av 0,56 kvadratkilometer eller 9 procent av avrinningsområdet.